# رودی گارسیا
رودی گارسیا 
(به فرانسوی: Rudi José Garcia) (زادهٔ ۲۰ فوریه ۱۹۶۴) بازیکن پیشین اهل فوتبال  فرانسه و سرمربی کنونی تیم ملی فوتبال بلژیک است

## لیل فرانسه
رودی گارسیا در سال ۲۰۰۸ به عنوان سرمربی تیم لیل انتخاب شد. او با هدایت تیم لیل موفق شد در سال ۲۰۱۱ این تیم را پس از ۵۷ سال به مقام قهرمانی در لیگ سطح اول فوتبال فرانسه (لیگ ۱) و پس از ۵۶ سال به مقام قهرمانی در جام حذفی فوتبال فرانسه نیز برساند تا در این سال به عنوان مربی سال فوتبال فرانسه انتخاب شود. وی تا سال ۲۰۱۳ سرمربی‌گری این تیم را بر عهده داشت. وی در سال‌های ۲۰۱۱ و ۲۰۱۳ به عنوان مربی سال فوتبال فرانسه نیز انتخاب شد.

## آ.اس. رم ایتالیا
گارسیا در سال ۲۰۱۳ به عنوان سرمربی تیم آ.اس. رم انتخاب شد. او با هدایت تیم آ.اس. رم و کسب بردهای متوالی، موفق شد رکورد بهترین شروع فصل تاریخ سری آ را که متعلق به تیم یوونتوس بود را نیز بشکند. تیم تحت هدایت او در ۱۰ بازی ابتدایی سری آ در فصل ۱۴–۲۰۱۳ ده برد متوالی کسب کرد و هر سی امتیاز ممکن را نیز بدست آورد.
وی تیم آ.اس. رم را در اولین و دومین فصل حضور خود روی نیمکت این تیم، دو بار پیاپی به مقام نایب قهرمانی سری آ رساند. وی در سومین فصل حضور خود در این تیم، در تاریخ ۱۳ ژانویه ۲۰۱۶ از سرمربی‌گری این تیم اخراج شد.

## افتخارات

### مربی
لیل
- لیگ ۱: ۱۱–۲۰۱۰
- جام حذفی فرانسه: ۱۱–۲۰۱۰

المپیک مارسی
- لیگ اروپا، نایب قهرمان: ۱۸–۲۰۱۷

### فردی
- مربی فصل لیگ ۱: ۱۱–۲۰۱۰
- مربی فرانسوی سال (۳): ۲۰۱۱، ۲۰۱۳، ۲۰۱۴